# Johanniskirchhof (Magdeburg)

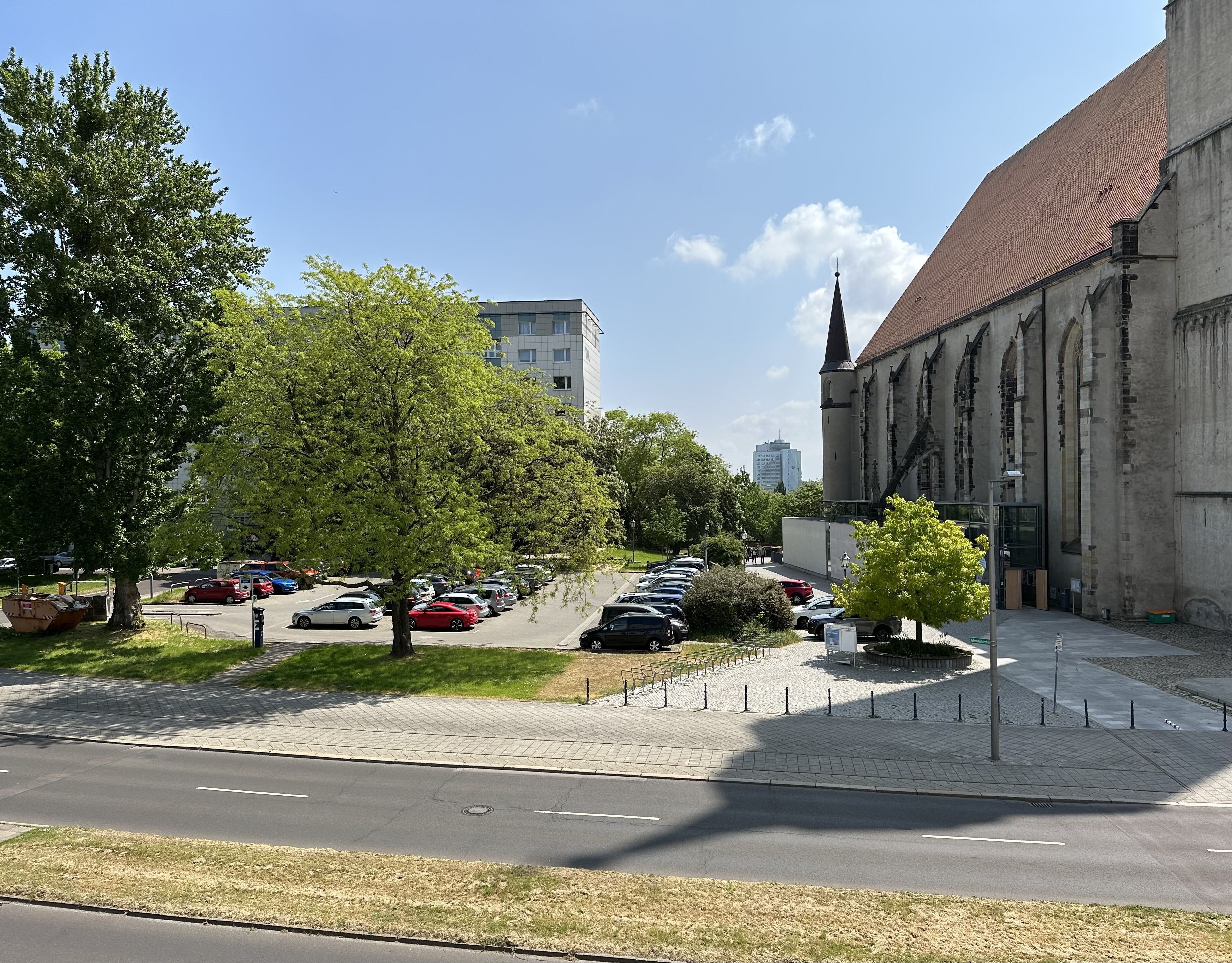
Blick von Westen aus dem Rathaus auf den Johanniskirchhof, 2023

Der Johanniskirchhof ist ein Platz in Magdeburg in Sachsen-Anhalt.

## Lage und Verlauf
Der Platz befindet sich in der Magdeburger Altstadt. Er erstreckt sich nördlich der Johanniskirche. Auf seiner Westseite wird er von der Jakobstraße, östlich von der Stephansbrücke begrenzt. Der nördliche Teil des Platzes wird von einem Parkplatz eingenommen.
Abgesehen von der Johanniskirche, die jedoch zur Johannisbergstraße gehört, hat der Platz aktuell keine Bebauung, so dass keine Hausnummerierung besteht. Historisch begann eine Nummerierung mit der Nummer 1 an der südöstlichen Ecke des Platzes. Die Nummer 2 befand sich an der nordöstlichen Ecke, von wo die Nummerierung aufsteigend nach Westen verlief. Nach der Nummer 4 befand sich ein Durchgang. Die Nummern 5 und 6 lagen westlich hiervon und grenzten unmittelbar an das Magdeburger Rathaus an.
An der südwestlichen Ecke des Johanniskirchhofs befindet sich das Lutherdenkmal. In der südöstlichen Ecke sind sechs historische Glocken aufgestellt.

## Geschichte

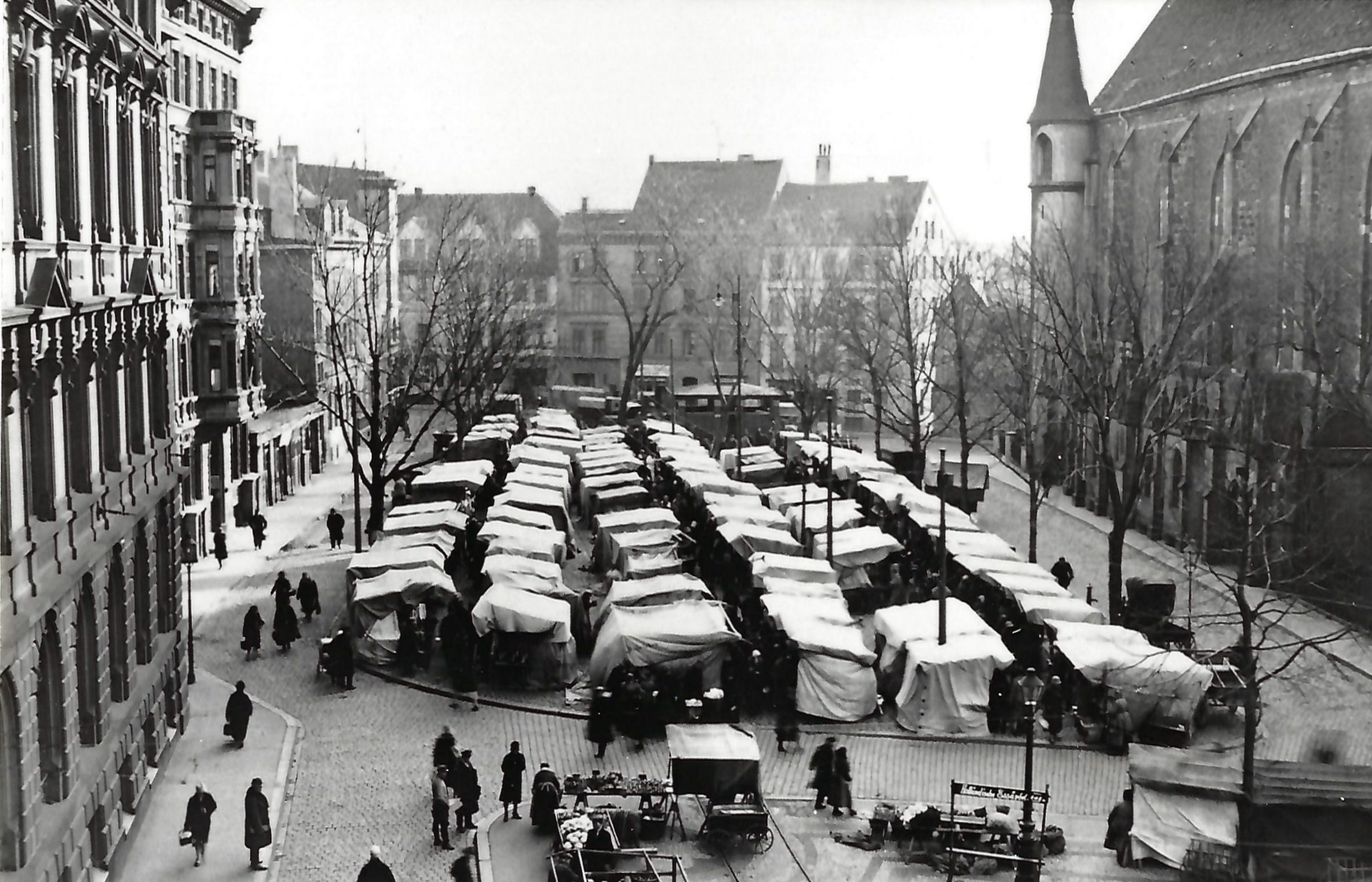
Fleischmarkt auf dem Johanniskirchhof, vor 1945

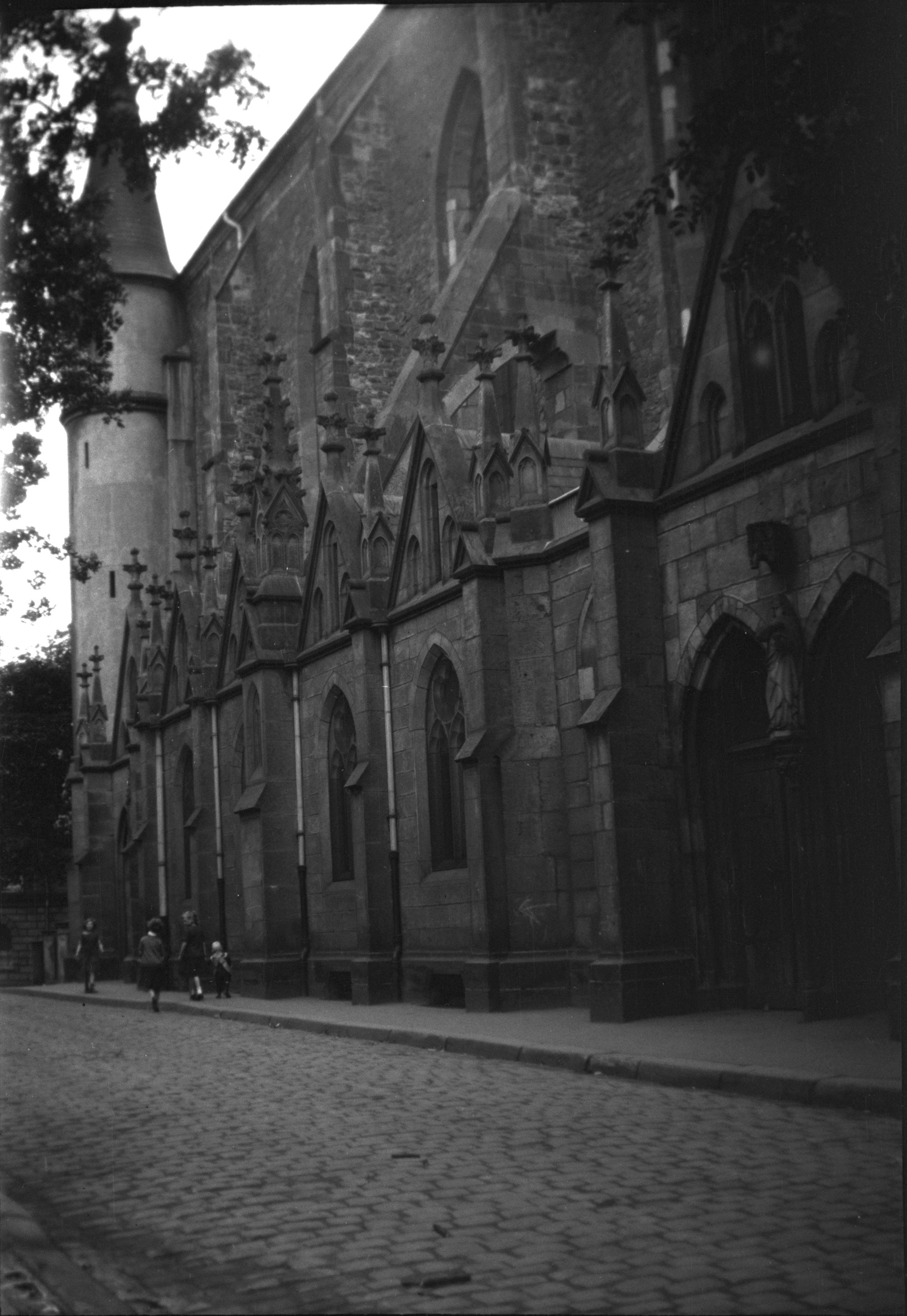
Nordseite der Johanniskirche, 1927

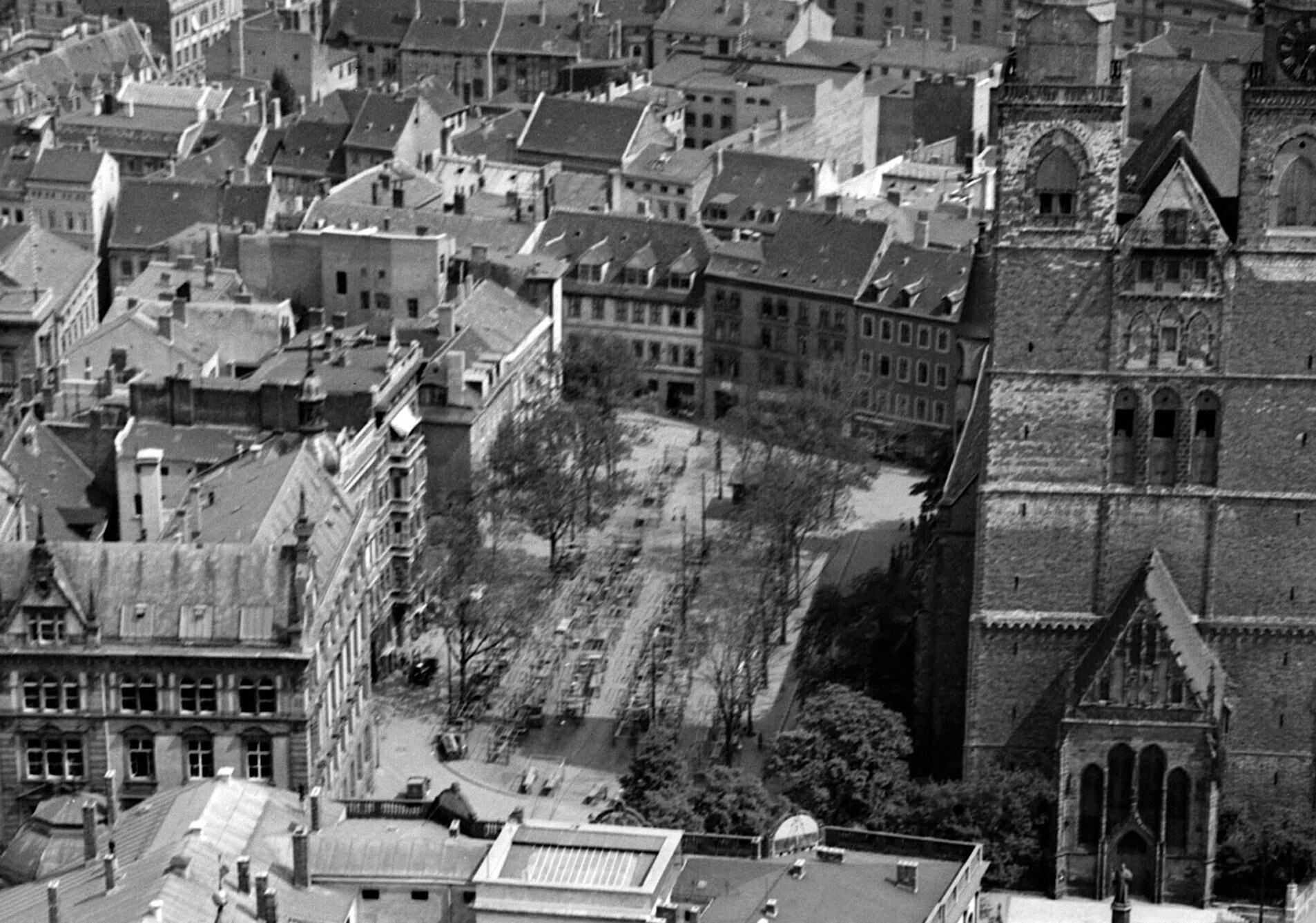
Luftbild, 1929

Zum Kirchhof gehörte nicht nur der Bereich nördlich der Kirche, sondern auch das weitere Umfeld, so insbesondere auch der Bereich der Johannisbergstraße südlich der Kirche. Erst zwischen 1807 und 1817 wurden den Straßen Johannisbergstraße und Johannisfahrtstraße sowie dem Platz Johanniskirchhof ihre Namen fest zugewiesen und so auch eine eindeutige Abgrenzung geschaffen.
Der Johanniskirchhof diente ursprünglich als Friedhof der Johanniskirche. Die Bestattungen nahmen in der zweiten Hälfte des 17. Jahrhunderts zu. Die Nutzung als Friedhof endete mit der Anlage des Nordfriedhofs außerhalb der Stadtmauern. Entsprechend der Friedhofsnutzung war auf dem Areal nördlich der Johanniskirche auch keine Straße angelegt, stattdessen befand sich eine Straße unmittelbar südlich der Kirche, die nach Süden von der Futtermauer des dort befindlichen Förders begrenzt wurde. Bei archäologischen Untersuchungen zeigte sich, dass die Bereiche des Johanniskirchhofs, in denen im 20. Jahrhundert Häuser gestanden hatten, bereits deutlich vor dem Jahr 1200 in den frühmittelalterlichen Siedlungsbereich einbezogen waren. Im nordwestlichen Teil des Johanniskirchhofs fand man drei Gruben, in denen im 12. Jahrhundert Kalk gebrannt worden war, der vermutlich für die Bautätigkeit im Bereich des Alten Markts und der Johanniskirche genutzt wurde. In den Gruben wurden Scherben, häufig von Kugeltöpfen, aus der Zeit bis 1200 gefunden, wobei die ältesten bis auf die Zeit vor dem Jahr 900 zurückgingen. Im östlichen Teil des Platzes, im südlichen Teil des dort später errichteten Zehngeschossers und östlich hiervon, wurden 1957 bis 1959 Reste eines etwa 20 Meter langen und 9 Meter breiten Hauses gefunden, das vermutlich Ende des 10. Jahrhunderts abbrannte und dann umstürzte. Es diente wohl als Wohn bzw. Wirtschaftsgebäude und gehörte möglicherweise zum Hof von Markgraf Gero. In diesem Bereich fand man auch eine bronzezeitliche Grube und Scherben. Die Reste des Hauses wurden zunächst mit Dachpappe und Sand abgedeckt, später dann jedoch größtenteils zerstört.
Trotz seiner zentralen Lage östlich des Rathauses war der Johanniskirchhof verkehrlich eher abgelegen. Der Zugang war nur über drei sehr enge, Schling genannte Gassen, den Becherhof, die Rollgasse und von der Stephansbrücke her möglich. Die Rollgasse führte von Norden von der Spiegelbrücke her zum Johanniskirchhof und führte zwischen den Häusern Zu den drei Spiegeln (Spiegelbrücke 1) und Spiegelbrücke 2 hindurch. Der von Osten, vom südlichen Ende der Spiegelbrücke, auf den Kirchhof führende Schling war ebenfalls sehr schmal und wurde Ende des 19. Jahrhunderts verbreitert.
Nach dem Abriss des Hauses Spiegelbrücke 1 wurde von Norden eine ordentliche Fahrstraße bis auf den Johanniskirchhof geführt. Es entstand ein neues, vom Magistrat genutztes Gebäude, das die Nummer Spiegelbrücke 1, 2 erhielt und zum Teil die ehemalige Rollgasse überbaute. Auf dem Platz entstand eine große öffentliche Toilette.
Im Zweiten Weltkrieg entstand auf dem Johanniskirchhof ein dem Luftschutz dienender Wasserbehälter gebaut. Während des Krieges wurde der Bereich schwer zerstört. Von der ursprünglichen Bebauung blieb nur die Johanniskirche und zumindest als Gebäude das Rathaus erhalten. Die übrige Bebauung verschwand ersatzlos. Zunächst nutzte die Stadt die Fläche nach dem Krieg als Steinlagerplatz. Außerdem wurden Baracken errichtet, da man annahm, das Geschäftsleben würde sich nach der Zerstörung der Innenstadt auf den Johanniskirchhof verlagern. Dies erfolgte jedoch nicht. Die Baracken wurden dann zu gewerblichen Zwecken vermietet. Anfang der 1950er Jahre und dann nochmals zwischen August 1955 und Februar 1959 fanden auf dem Johanniskirchhof archäologische Grabungen statt.
Nordöstlich wurde in der DDR 1962 ein sich nach Norden erstreckendes Wohnhaus in Plattenbauweise errichtet und dabei ein großer Teil des dort ausgegrabenen Hauses zerstört. Über den westlichen Teil des Johanniskirchhofs wurde die nach Süden verlängerte Jakobstraße gelegt.
Der Name Johanniskirchhof wurde ersatzlos aufgegeben, obwohl der Platz im Übrigen weiter als öffentliche Fläche in Nutzung blieb. Im Jahr 2004 gab es eine Initiative der Ratsfraktion Bündnis 90/Die Grünen zur Wiederbenennung mehrerer historischer Wegebeziehungen, darunter auch des Johanniskirchhofs. Der Stadtrat beschloss daraufhin am 12. Mai 2005 die Wiederbenennung des Johanniskirchhofs. Im Zuge des Wiederaufbaus der kriegszerstörten Johanniskirche entstand auf ihrer Nordseite ein in den Johanniskirchhof hineinragender moderner Anbau.

### Beisetzungen bekannter Persönlichkeiten auf dem Johanniskirchhof
1595 richtete der Bürgermeister Johann Martin Alemann im Beinhaus des Kirchhofs ein Erbbegräbnis ein. 1823 wurde im Beinhaus auch der später umgebettete französische General Lazare Nicolas Marguerite Carnot beigesetzt. Am 5. April 1691 erfolgte die Beerdigung des Bildhauers Tobias Wilhelmi senior.

## (Historische) Häuser des Johanniskirchhofs
Da aktuell keine Hausnummerierung besteht, orientiert sich die nachfolgende Aufstellung der Grundstücke an der historischen Nummerierung.
| Hausnummer           | Name                             | Bemerkungen | Bild                                                                                |
| -------------------- | -------------------------------- | --- | ----------------------------------------------------------------------------------- |
| Johannisbergstraße 1 | Johanniskirche                   | siehe Hauptartikel | Blick von Norden auf die Johanniskirche                                             |
| ohne Nummer          | Glocken auf dem Johanniskirchhof | siehe Hauptartikel | Glocken, 2024                                                                       |
| 1a (alt)             |                                  | In den Jahren 1631 und 1651 war Andreas Bendel als Eigentümer eingetragen. 1651 wurde die Stelle, wohl infolge der Zerstörung Magdeburgs im Jahr 1631, als wüst beschrieben. Es wird angenommen, dass die Stätte auch danach noch lange wüst blieb. Bis Ende des 17. Jahrhunderts war die Fläche vom Eigentümer des angrenzenden Hauses Zur Unterburg (Knochenhauerufer 79) erworben worden, der auf dem Grundstück ein Hinterhaus errichtete. Noch in den 1930er Jahren gehörte das Grundstück mit zu diesem Haus. |                                                                                     |
| 1b und c (alt)       | Stephanskapelle                  | siehe Hauptartikel | Ungefährer ehemaliger Standort der Stephanskapelle am Johanniskirchhof, 2024        |
| 2 (alt)              |                                  | Im Jahr 1651 befand sich hier der Armenhof, später dann das Küsterhaus der Johannisgemeinde, das erstmalig 1706 erwähnt wurde. Nach der Zerstörung fanden archäologische Grabungen statt. Dabei wurden auf dem Grundstück Abfallgruben festgestellt, in denen verzierte Scherben aus der späten Bronze- bzw. frühen Eisenzeit gefunden wurden. |                                                                                     |
| 3a (alt), zuvor 3    |                                  | Vermutlich befanden sich im Jahr 1631 drei Häuser auf dem Grundstück. Nach der Zerstörung der Stadt lagen die Grundstücke noch bis in die Zeit nach 1683 wüst. Eine der Stätten gehörte dem Böttcher Mewes, eine andere Helmreich, die dritte den Erben des Kämmerers Franz Lappe. 1683 wurden dann nur noch zwei Stätten, beide jedoch wüst, aufgeführt. Eigentümer der einen war Johann Rentorf, die andere gehörte dem Bäcker Johann Bernd sowie dem Bäcker Wenzlau. Den beiden gehörte auch das auf der Rückseite angrenzende Haus Spiegelbrücke 9. 1694 wird die dritte Stätte, möglicherweise jedoch auch alle drei, als Standort des dritten Predigerhauses der Johanniskirche genannt. Es gehörte der Johannisgemeinde noch bis zum Jahr 1808. |                                                                                     |
| 3b bis d (alt)       |                                  | Auf dem Grundstück befand sich das Beinhaus der Johanniskirche. Überliefert ist, dass 1595 der Bürgermeister Johann Martin Alemann sich hier ein Erbbegräbnis geschaffen hatte. 1823 wurde General Lazare Nicolas Marguerite Carnot zunächst hier beigesetzt. Mit der Beendigung der Nutzung als Friedhof in der Zeit um 1830, wurde Carnot auf den Nordfriedhof umgebettet, später gelangten seine Gebeine ins Panthéon nach Paris. |                                                                                     |
| 4 (alt)              |                                  | Das Grundstück befand sich an der südöstlichen Ecke der Rollgasse. 1631 gehörte das Grundstück Heinrich Ebeling. Seine Witwe veräußerte die Braustätte 1656 an den Brauer Martin Grape für 250 Taler. Grape wurde zuletzt 1688 erwähnt. Später gehörte das Haus Johann Christian Grape, der bis 1724 Eigentümer blieb. Auf ihn folgte seine Witwe, der es noch bis 1747 gehörte. Später wurde das Gebäude abgerissen. |                                                                                     |
| 5 (alt)              |                                  | Das Haus befand sich an der Südwestecke der Rollgasse, südöstlich des Hauses Zu den drei Spiegeln. Es gehörte der Kämmerei und wurde früh als Leiterhaus bezeichnet und diente wohl zur Aufbewahrung von Feuerleitern. In einer Aufstellung der Kämmerei wurde es mit kleines Haus am Fischermarkt beim Förder beschrieben. 1719 veräußerte es die Stadt für 320 Taler an den Ratskopisten Johann Jakob Jakobi. In der Zeit nach 1829 kam es wieder zum Rathaus. Später wurde das Gebäude abgerissen. |                                                                                     |
| 6 (alt)              |                                  | Das Haus grenzte im Westen unmittelbar an das Rathaus, östlich an das Haus Nummer 5. Nördlich lag das Haus Zu den drei Spiegeln. Noch bis Ende des 18. Jahrhunderts wurde es mit zum Rathaus gerechnet. Im Jahr 1807 wurde es als Stockhaus und somit Gerichtsgefängnis geführt. Später galt es dann wieder als Teil des Rathauses, wurde dann jedoch bei der Verbreiterung der Straße abgerissen. | Nordostecke des Rathauses, 2024                                                     |
| 7 (fingiert)         |                                  | Das Haus wurde als kleine Hausstätte am Schling bezeichnet, womit der Becherhof gemeint gewesen sein dürfte. Es befand sich im südlichen Teil der Ostseite des Rathauses, etwa bei der dritten oder vierten Fensterachse von links. 1651 gehört die Stätte Johann Steinberg, später der Kürschnerinnung. Die Innung vereinigte es mit dem Kürschnerschrank (Alter Markt 15), so dass es dann nicht mehr als eigene Stätte geführt wurde. | Ehemaliger Standort, etwa bei der dritten bzw. vierten Fensterachse von links, 2023 |